# INTO1
INTO1，是中國期間限定男子偶像組合，團體內11名成員由騰訊視頻2021年偶像男團競演養成類真人秀節目《創造營2021》中選出，並於2021年4月24日的成團之夜總決賽中正式成團並出道。成員包括劉宇（中心位、隊長）、贊多、力丸、米卡、高卿塵、林墨、伯遠（副隊長）、張嘉元、尹浩宇、周柯宇、劉彰。团体限定存续兩年。成员来自不同经纪公司，组合由哇唧唧哇娛樂（天津）有限公司運營。

## 简介
團名涵義
“INT”代表“International”和“Internet”，少年们诞生于新互联网时代，具有促进中外多元文化交流的特质，而“O”意为地球，寓意着少年们圆满的融合，“1”则是11位少年共同的努力，为了梦想融合成1个整体，并且不断超越自我成为NO.1（第一）。

## 经历

### 2021年：成團出道
出道初期的活動
2月17日，由腾讯视频制作的偶像男團競演養成類真人秀節目《创造营2021》上线首播。该节目集結来自多個國家和经纪公司的90名男參賽者。4月24日總決賽，排名前11位學員劉宇、贊多、力丸、米卡、高卿塵、林墨、伯遠、張嘉元、尹浩宇、周柯宇、劉彰成團，以限定组合INTO1进行活动；同時，發行同名成團曲《INTO1》。
5月21日，以10人體制（力丸因腰傷未參與）參加《薇婭狂歡節》，並在舞台上表演了《少年的模樣》、《INTO1》。
5月25日，以VLOG的形式公佈了粉絲名、應援色、應援口號。
6月5日，播出《快樂大本營》戶外特別季，綜藝首秀並表演了《INTO1》。
6月14日，以VLOG的形式，宣布劉宇為INTO1的隊長，伯遠為INTO1的副隊長。
6月15日，參加《616真心夜》，並在舞台上表演了《山河图》和《INTO1》。
6月17日，以10人體制（林墨未參與）參加《密室大逃脫3》特別企劃《京東618京奇探秘夜》，並以NPC身份表演了《INTO1》。
首張EP《風暴眼》活動
7月15日，發表首張EP《風暴眼》公告及發布特別先行曲《INTO THE FIRE》預告片。
7月16日，發行《風暴眼》以及發布特別先行曲暨騰訊東京奧運報道喝彩曲《INTO THE FIRE》音源。
7月16日，組合開始擔任「騰訊東京奧運報道喝彩大使」，同時宣布組合「保護長城形象大使」的身份。
7月17日，發布《INTO THE FIRE》官方MV。
8月10日，成團首張音樂EP同名主打曲《風暴眼》音源上線。
8月17日，發布《風暴眼》官方MV。
8月18日，以10人體制（力丸因腰傷未參與）參加浙江衛視《超級818狂歡夜》，並在舞台上表演了《INTO THE FIRE》、《INTO1》。
8月26日，發布《WONDERLAND PARTY》音源。
9月16日，发布北京2022年冬奥会和冬残奥会冬奥优秀音乐作品歌曲《新时代 冬奥运》。
10月17日，成团首张ep《风暴眼》首唱会上线。
10月27日，全员（除力丸）参加超新星运动会。
12月11日，在第三届TMEA腾讯音乐娱乐盛典上首次表演新单曲《点睛》，为成团以来第二张EP《万里》的第一首曲目。
12月17日，参加超新星运动会开幕式，并表演新单曲《点睛》及《INTO THE FIRE》。
同日，团体专属纪录片《音途万里》上线腾讯视频及Youtube开始播出，共4期。
12月24日，第二张迷你专辑《万里》中宁夏曲《风吹沙成海》上线。
12月31日，第二张迷你专辑《万里》中重庆曲《明早老地方，出发》上线。同日，参加北京卫视2022环球跨年冰雪盛典，表演《点睛》以及首唱新单曲《万里》。

### 2022年：
1月1日，《万里》EP中最后一首单曲《万里》音源正式上线。
1月14日，INTO1专属团综《打开INTO1的N种方式》正式开始播出。
4月24日，INTO1一周年直播。
7月12日，INTO1夏日回归专辑《冲天志》上线
8月9日， INTO1专属团综《星空万里》正式开始播出。
10月8日，參加的社團競演綜藝《沸騰校園》播出
12月16日，INTO1在《朝陽打歌中心》帶來《跳支夜的舞》首秀舞台

### 2023年：
1月14日，加盟的快手《老鐵聯歡晚會》，表演節目《恭喜發財》《天涯》
1月15日，加盟河南衞視奇遇新年夜，表演歌舞《熱血為墨》。 
1月18日，參加《2022微博音樂盛典》。
1月22日，參加《2023海南省春節聯歡晚會》。
1月24日，參加“奮進新徵程——2023中國網絡視聽年度盛典”，表演歌舞《天生就要飛》
2月5日，參加《“四海同春”2023全球華僑華人新春雲聯歡》，演唱歌曲《天生就要飛》。
2月25日，INTO1蘇州音樂會在線下舉行。
3月1日，INTO1告别團專《就這樣長大》——INTO1’S WONDERLAND结 主打曲《就這樣長大》上線。
3月15日，INTO1告别團專《就這樣長大》——INTO1’S WONDERLAND结 定格留念曲《没有擁抱的合照》上線。
3月25日，參加2022微博之夜，表演節目《更酷的世界》。
3月31日-4月5日，泰國•曼谷告別線下展覽。
4月1日-4月2日，泰國•曼谷演唱會。
4月6日-4月30日，日本東京告別線下展覽。
4月7日，日本東京粉絲見面會
4月21日–4月22日，INTO1上海告別限定演唱會。
4月24日，INTO1"就這樣長大"告別直播。終結兩年的限定期，宣告正式畢業。

## 成員
- 隊長為粗體字。

| 姓名   | 出生日期 出生（出身）地點 | 国籍 | 經紀公司   | 最终排名 | 备注               |
| ------ | ------------------------- | ---- | ---------- | -------- | ------------------ |
| 劉宇   | 2000年8月24日 安徽宣城    | 中国 | 嗶哟嗶哟   | 1        | 組合中心位、隊長   |
| 贊多   | 1998年3月11日 日本愛知縣  | 日本 | Avex Warps | 2        |                    |
| 力丸   | 1993年11月2日 日本兵庫縣  | 日本 | Avex Warps | 3        |                    |
| 米卡   | 1998年12月21日 美國夏威夷 | 美国 | Avex       | 4        |                    |
| 高卿尘 | 1999年7月11日 泰國曼谷    | 泰國 | 洞察娛樂   | 5        |                    |
| 林墨   | 2002年1月6日 重慶         | 中国 | 原際畫     | 6        |                    |
| 伯遠   | 1993年2月11日 貴州貴陽    | 中国 | 白色系     | 7        | 副队长、組合最年長 |
| 張嘉元 | 2003年1月8日 遼寧營口     | 中国 | 哇唧娛樂   | 8        |                    |
| 尹浩宇 | 2003年10月20日 德國       | 德国 | 洞察娛樂   | 9        | 組合最年少         |
| 周柯宇 | 2002年5月17日 美國        | 美国 | 嘉行新悅   | 10       |                    |
| 劉彰   | 1999年12月18日 廣東珠海   | 中国 | W8VES      | 11       |                    |

## 音樂作品

### 迷你專輯
| #   | 專輯資料                                                                                | 曲目           | 曲目                                | 曲目                        | 曲目                               |
| #   | 專輯資料                                                                                | 发行日期       | 曲目名                              | 英文名                      | 备注                               |
| --- | --------------------------------------------------------------------------------------- | -------------- | ----------------------------------- | --------------------------- | ---------------------------------- |
| 1st | 《風暴眼》 – INTO1'S WONDERLAND序 - 發行日期：2021年7月16日 - 語言：汉语普通话、英語    | 2021年4月24日  | 《INTO1》                           | 《INTO1》                   | 同名出道曲                         |
| 1st | 《風暴眼》 – INTO1'S WONDERLAND序 - 發行日期：2021年7月16日 - 語言：汉语普通话、英語    | 2021年7月16日  | 《INTO THE FIRE》                   | 《INTO THE FIRE》           | 特別先行曲暨騰訊東京奧運報道喝彩曲 |
| 1st | 《風暴眼》 – INTO1'S WONDERLAND序 - 發行日期：2021年7月16日 - 語言：汉语普通话、英語    | 2021年8月10日  | 《風暴眼》                          | 《The Storm Center》        | 主打曲                             |
| 1st | 《風暴眼》 – INTO1'S WONDERLAND序 - 發行日期：2021年7月16日 - 語言：汉语普通话、英語    | 2021年7月16日  | 《我们一起闯 （国语）》             | 《Chuang to-gather , go! 》 | 創造營2021中文版主题曲             |
| 1st | 《風暴眼》 – INTO1'S WONDERLAND序 - 發行日期：2021年7月16日 - 語言：汉语普通话、英語    | 2021年7月16日  | 《Chuang to-gather , go! （英语）》 | 《Chuang to-gather , go! 》 | 創造營2021英文版主题曲             |
| 1st | 《風暴眼》 – INTO1'S WONDERLAND序 - 發行日期：2021年7月16日 - 語言：汉语普通话、英語    | 2021年8月26日  | 《WONDERLAND PARTY》                | 《WONDERLAND PARTY》        | 夏日曲                             |
| 2st | 《万里》 – INTO1'S WONDERLAND陆 - 發行日期：2021年12月11日 - 語言：汉语普通话、英語     | 2021年12月17日 | 《Into-Guangdong》                  | 《Into-Guangdong》          | 广东曲Intro                        |
| 2st | 《万里》 – INTO1'S WONDERLAND陆 - 發行日期：2021年12月11日 - 語言：汉语普通话、英語     | 2021年12月11日 | 《点睛》                            | 《Hit The Punchline》       | 广东曲                             |
| 2st | 《万里》 – INTO1'S WONDERLAND陆 - 發行日期：2021年12月11日 - 語言：汉语普通话、英語     | 2021年12月24日 | 《Into-Ningxia》                    | 《Into-Ningxia》            | 宁夏曲Intro                        |
| 2st | 《万里》 – INTO1'S WONDERLAND陆 - 發行日期：2021年12月11日 - 語言：汉语普通话、英語     | 2021年12月24日 | 《风吹沙成海》                      | 《The Ocean Of Dunes》      | 宁夏曲                             |
| 2st | 《万里》 – INTO1'S WONDERLAND陆 - 發行日期：2021年12月11日 - 語言：汉语普通话、英語     | 2021年12月31日 | 《Into-Chongqing》                  | 《Into-Chongqing》          | 宁夏曲Intro                        |
| 2st | 《万里》 – INTO1'S WONDERLAND陆 - 發行日期：2021年12月11日 - 語言：汉语普通话、英語     | 2021年12月31日 | 《明早老地方，出发》                | 《See You》                 | 重庆曲                             |
| 2st | 《万里》 – INTO1'S WONDERLAND陆 - 發行日期：2021年12月11日 - 語言：汉语普通话、英語     | 2022年1月7日   | 《万里》                            | 《Go Further》              | 主打曲                             |
| 3rd | 《冲天志》 – INTO1'S WONDERLAND空 - 發行日期：2022年8月11日 - 語言：汉语普通话、英語    | 2022年7月12日  | 《天生就要飞》                      | 《Born To Fly》             | 主打曲 《沸騰校園》推廣曲          |
| 3rd | 《冲天志》 – INTO1'S WONDERLAND空 - 發行日期：2022年8月11日 - 語言：汉语普通话、英語    | 2022年7月26日  | 《天上不会掉馅饼》                  | 《There Is No Free Lunch》  |                                    |
| 3rd | 《冲天志》 – INTO1'S WONDERLAND空 - 發行日期：2022年8月11日 - 語言：汉语普通话、英語    | 2022年8月8日   | 《一步一诗一梦》                    | 《Poems On The Journey》    |                                    |
| 3rd | 《冲天志》 – INTO1'S WONDERLAND空 - 發行日期：2022年8月11日 - 語言：汉语普通话、英語    | 2022年8月11日  | 《跳支夜的舞》                      | 《Dancing On The Moon》     |                                    |
| 3rd | 《冲天志》 – INTO1'S WONDERLAND空 - 發行日期：2022年8月11日 - 語言：汉语普通话、英語    | 2022年4月24日  | 《一杯火焰》                        | 《Together Somewhere》      | 回归先行曲 中文版                  |
| 3rd | 《冲天志》 – INTO1'S WONDERLAND空 - 發行日期：2022年8月11日 - 語言：汉语普通话、英語    | 2022年4月24日  | 《Together Somewhere》              | 《Together Somewhere》      | 回归先行曲 英文版                  |
| 4th | 《就这样长大》 – INTO1'S WONDERLAND结 - 發行日期：2023年3月1日 - 語言：汉语普通话、英語 | 2023年3月1日   | 《就这样长大》                      | 《Grown Up》                | 主打曲                             |
| 4th | 《就这样长大》 – INTO1'S WONDERLAND结 - 發行日期：2023年3月1日 - 語言：汉语普通话、英語 | 2023年3月8日   | 《更酷的世界》                      | 《Bumbubum》                |                                    |
| 4th | 《就这样长大》 – INTO1'S WONDERLAND结 - 發行日期：2023年3月1日 - 語言：汉语普通话、英語 | 2023年3月15日  | 《没有拥抱的合照》                  | 《Everything》              |                                    |
| 4th | 《就这样长大》 – INTO1'S WONDERLAND结 - 發行日期：2023年3月1日 - 語言：汉语普通话、英語 | 2023年4月12日  | 《I Hate Goodbye》                  | 《I Hate Goodbye》          |                                    |
| 4th | 《就这样长大》 – INTO1'S WONDERLAND结 - 發行日期：2023年3月1日 - 語言：汉语普通话、英語 | 2023年4月25日  | 《创造，创造，创造，创造》          | 《CHUANG Song》             | 创系四代选秀主题曲串烧             |

### 單曲
| 發行日期      | 歌曲名稱     | 備註 |
| ------------- | ------------ | ---- |
| 2023年1月16日 | 《熱血為墨》 |      |

### 推廣單曲
| 發行日期      | 歌曲名稱           | 參與成員                                           | 合作艺人         | 備註                                             |
| ------------- | ------------------ | -------------------------------------------------- | ---------------- | ------------------------------------------------ |
| 2021年5月28日 | 《古蜀回響》       | 贊多、力丸、米卡、高卿塵、尹浩宇（外國籍成員演唱） |                  | 三星堆文化年度國際推廣曲                         |
| 2021年6月6日  | 《燃燒吧青春》     | 林墨、伯遠、張嘉元                                 |                  | 熱血軍旅紀錄片《新兵請入列》主題曲               |
| 2021年9月6日  | 《新时代 冬奥运》  | 全员                                               |                  | 北京2022年冬奥会和冬残奥会第二届冬奥优秀音乐作品 |
| 2022年1月28日 | 《一不小心就忘记》 | 刘宇、林墨、刘彰                                   |                  | 《忘不了农场》综艺插曲                           |
| 2022年2月1日  | 《中国梦·我的梦》  | 全员                                               | 华语群星         | 2022年中国网络视听年度盛典主题曲                 |
| 2022年8月9日  | 《出去玩》         | 全员                                               | 哇唧唧哇旗下艺人 | 2022哇唧唧哇夏季日家族曲                         |
| 2023年1月23日 | 《中国梦·我的梦》  | 全员                                               | 华语群星         | 2022年中国网络视听年度盛典主题曲                 |

## 演唱會及見面會

### 見面會/簽售會/音樂會/演唱會
| 日期          | 地點             |                                                  | 參與成員 | 備註                                 |        |
| 2021年        | 2021年           | 2021年                                           | 2021年   | 2021年                               | 2021年 |
| ------------- | ---------------- | ------------------------------------------------ | -------- | ------------------------------------ | ------ |
| 6月19日       | 浙江杭州         | 純甄粉絲見面會                                   | 全員     | 成團後首場見面會                     |        |
| 10月17日      |                  | 風暴眼首唱會                                     | 全員     |                                      |        |
| 2022年        |                  |                                                  |          |                                      |        |
| 1月9日        | 北京             | 《INTO1'S WONDERLAND 2021》實體專輯簽售會        | 全員     |                                      |        |
| 8月5日        | 長沙             | INTO1實體寫真集《萬物指南》簽售會                | 全員     | 線下                                 |        |
| 11月26日      | 中國、日本、泰國 | 《沖天志》實體專輯三國簽售會                     | 全員     | 中國線下簽售會，日本、泰國視頻簽售會 |        |
| 2023年        |                  |                                                  |          |                                      |        |
| 2月25日       | 蘇州             | 零壹伍蘇州音樂會                                 | 全員     | 線下                                 |        |
| 2月26日       | 蘇州             | 蘇州簽售會                                       | 全員     | 線下                                 |        |
| 4月1日-4月2日 | 泰國             | INTO1 2023"GROWN UP"CONCERT IN BANGKOK           | 全員     | 線下                                 |        |
| 4月7日        | 日本             | 日本粉絲見面會                                   | 全員     | 線下                                 |        |
| 4月15日       | 福建·廈門        | 《INTO1 2023 GROWE UP 就這樣長大》實體專輯簽售會 | 全員     | 線下                                 |        |
| 4月21-4月22日 | 上海             | INTO1就這樣長大告別限定演唱會                    | 全員     | 時光場/終章場                        |        |

## 影視作品

### 專屬綜藝
| 播出日期         | 播出平台 | 節目名稱               | 期數   | 參與成員 | 備註               |
| 2021年           | 2021年   | 2021年                 | 2021年 | 2021年   | 2021年             |
| ---------------- | -------- | ---------------------- | ------ | -------- | ------------------ |
| 2月17日－4月24日 | 腾讯视频 | 《创造营2021》         | 共10期 | 全員     | 偶像团体养成类综艺 |
| 2022年           |          |                        |        |          |                    |
| 1月14日—3月4日   | 腾讯视频 | 《打開INTO1的N種方式》 | 共8期  | 全員     | 組合專屬小團綜     |
| 8月9日—9月27日   | 腾讯视频 | 《星空萬里》           | 共8期  | 全員     | 組合專屬小團綜     |

### 常駐綜藝
| 播出日期                   | 播出平台            | 節目名稱                 | 期數   | 參與成員                               | 備註                               |
| 2021年                     | 2021年              | 2021年                   | 2021年 | 2021年                                 | 2021年                             |
| -------------------------- | ------------------- | ------------------------ | ------ | -------------------------------------- | ---------------------------------- |
| 6月22日－8月24日           | 腾讯视频            | 《拜託了冰箱 轟趴季》    | 共10期 | 高卿塵、劉彰                           | 冰箱家族 （助理體驗官）            |
| 8月29日－9月12日、10月10日 | 江蘇衛視            | 《蒙面舞王 (第二季)》    | 共4期  | 贊多                                   | 蒙面舞者 （舞俠）                  |
| 10月27日－12月18日         | 腾讯视频            | 《超新星運動會(第四季)》 | 共9期  | 全員(除 力丸)                          | 運動員                             |
| 2022年                     |                     |                          |        |                                        |                                    |
| 1月26日－2月12日           | 騰訊視頻、腾讯體育  | 《熱雪浪》               | 共6期  | 劉宇、林墨、伯遠、張嘉元、劉彰         | 熱雪浪少年                         |
| 2月19日－5月7日            | 腾讯视频            | 《一往無前的藍》         | 共11期 | 張嘉元                                 | 消防新生                           |
| 4月16日－6月25日           | 優酷                | 《了不起舞社》           | 共10期 | 贊多                                   | 主理人                             |
| 5月23日－6月17日           | 百視TV              | 《想見你》               | 共20期 | 林墨                                   | 戀愛觀察員                         |
| 5月27日－8月6日            | 騰訊視頻            | 《開始推理吧》           | 共30期 | 周柯宇                                 | 推理團 （ 406住戶 柯務酷、柯五苦） |
| 6月11日－7月30日           | 騰訊視頻            | 《戰至巔峰》             | 共8期  | 劉宇、伯遠、林墨、張嘉元、周柯宇、劉彰 | 電競新人                           |
| 6月12日－8月21日           | 騰訊視頻            | 《五十公里桃花塢第二季》 | 共10期 | 尹浩宇                                 | 常住塢民                           |
| 6月30日－9月3日            | 騰訊視頻            | 《登錄圓魚洲》           | 共10期 | 林墨                                   | 玩家                               |
| 7月3日－7月24日            | 江蘇衛視            | 《蒙面舞王 (第三季)》    | 共4期  | 劉宇                                   | 蒙面舞者 （公子半遮面）            |
| 7月8日－9月23日            | 優酷                | 《超感星電音》           | 共11期 | 米卡                                   | 歌手                               |
| 8月5日－9月30日            | 浙江衛視            | 《「食」萬八千里》       | 共8期  | 伯遠                                   | 食萬兄弟團                         |
| 8月7日－10月29日           | 湖南衛視、芒果TV    | 《美好年華研習社》       | 共12期 | 林墨                                   | 年輕社員                           |
| 12月10日－2023年3月11日    | 浙江衛視、優酷、TVB | 《無限超越班》           | 共14期 | 周柯宇                                 | 無限藝員                           |
| 2023年                     |                     |                          |        |                                        |                                    |
| 4月8日－                   | 優酷                | 《了不起舞社（第二季）》 | 共期   | 贊多                                   | 主理人                             |
| 4月18日－                  | 浙江衛視            | 《當我們遇見你》         | 共期   | 尹浩宇                                 | 孩子團團長                         |

### VLOG
| 播出日期                      | 播出平台                       | 節目名稱               | 期數     | 備註   |
| 2021年                        | 2021年                         | 2021年                 | 2021年   | 2021年 |
| ----------------------------- | ------------------------------ | ---------------------- | -------- | ------ |
| 5月3日－7月5日、9月20日       | 腾讯视频 微博 YouTube 嗶哩嗶哩 | 《未知週刊！INTO1！》  | 共10+1期 | 番外篇 |
| 7月8日－8月1日 9月4日－播映中 | 腾讯视频 微博 YouTube 嗶哩嗶哩 | 《ONE能頻道》          | 共期     |        |
| 7月11日－9月27日              | 腾讯视频 微博 YouTube 嗶哩嗶哩 | 《ONE事大吉！INTO1！》 | 共9期    |        |
| 2022年                        |                                |                        |          |        |
| 3月11日－6月3日               | 腾讯视频 微博 YouTube 嗶哩嗶哩 | 《ONE象更新》          | 共12期   |        |

### 纪录片
| 播出日期               | 播出平台          | 節目名稱     | 期數   | 備註   |
| 2021年                 | 2021年            | 2021年       | 2021年 | 2021年 |
| ---------------------- | ----------------- | ------------ | ------ | ------ |
| 12月17日－2022年1月7日 | 腾讯视频、Youtube | 《音途万里》 | 共4期  |        |

## 雜誌寫真
| 5月刊 | 《費加羅男士》    | 全員 | 團體封面（A版、B版） |
| 8月刊 | 《SuperELLE欣漾》 | 全員 | 團體封面             |
| 8月刊 | 《南都娱乐》      | 全員 | 團體封面             |

## 獎項
| 年份 | 頒獎典禮                   | 獎項                                     |
| ---- | -------------------------- | ---------------------------------------- |
| 2021 | 智族GQ年度人物盛典         | 第28届东方风云榜新锐能量组合             |
| 2021 | 亞洲新歌榜                 | 第28届东方风云榜潜力新人组合             |
| 2021 | 第三届TMEA腾讯音乐娱乐盛典 | 第三届TMEA腾讯音乐娱乐盛典年度新势力组合 |
| 2022 | 2021騰訊娛樂白皮書         | 年度新勢力團體                           |